# Pilot officer
Pilot officer (abrégé en Plt Off) est un grade d'officier junior dans la Royal Air Force (RAF) et dans les forces aériennes de nombreux pays ayant connu l'influence historique britannique. Il est équivalent au grade de Second Lieutenant dans la British Army et de Midshipman dans la Royal Navy; il est immédiatement inférieur au grade de Flying officer et juste au-dessus de celui de Acting pilot officer.